# Той, хто біжить по лезу 2049: Відключення 2022
«Той, хто біжить по лезу 2049: Відключення 2022», також «Той, хто біжить по лезу 2049: Знеструмлення 2022» (англ. Blade Runner Black Out 2022) — американська тех-нуарна кіберпанківська аніме-короткометрівка режисера-аніматора Ватанабе Шінічіро. «Той, хто біжить по лезу 2049: Відключення 2022» є однією з 3-ох короткометрівок (інші дві — англ. 2036: Nexus Dawn і англ. 2048: Nowhere To Run), які слугують приквелами фільму «Той, хто біжить по лезу 2049». Прем'єра короткометрівки відбулася 27 вересня 2017 року на crunchyroll.com.

## Сюжет
Через три роки після подій «Той, хто біжить по лезу», корпорація «Tyrell» розробила нову лінійку реплікантів — Nexus-8, які тепер мають тривалість життя, що еквівалентна тривалості життя звичайної людини. Це викликає негативну реакцію серед людського населення, яке розглядає реплікантів як загрозу людству. Люди починають їх вистежувати і вбивати. На реплікантку Тріксі нападає група людей, але її рятує Іґґі, інший реплікант. Іґґі розповідає Тріксі, що був солдатом на планеті «Каланта», але дезертирував коли зрозумів, що ворожі солдати, з якими він бився і вбивав, також були реплікантами.
Іґґі завербовує Тріксі для операції, здійсненої підпільним рухом за свободу реплікантів, зі знищення бази даних зареєстрованих реплікантів корпорації «Tyrell», щоби на них не можна було полювати. Тріксі заводить дружбу з Реном, техніком, що займається запуском ракет з ядерними боєголовками і є симпатиком реплікантів. Рен перенаправляє ракету і та вибухає над Лос-Анджелесом, створюючи електромагнітний імпульс, який відключає всю електроніку міста. В цей же час Тріксі та Іґґі викрадають бензовоз і ним знищують сервери корпорації «Tyrell». Однак Тріксі гине у сутичці з охоронцями. Іґґі ж вдається втекти і він видаляє своє праве око, єдине, що може ідентифікувати його як репліканта.
В кінці оповіді йдеться, що після «відключення» виробництво реплікантів було заборонено і корпорація «Tyrell» збанкрутувала. Згодом її купила корпорація «Wallace» і відновила виробництво через понад 10 років.

## У ролях
- Джован Джексон — Іґґі Сайнес
- Люсі Крістіан — Тріксі
- Брайсон Боґас — Рен
- Едвард Джеймс Олмос — Ґафф